# بني جابر (تعز)
بني جابر هي إحدى قرى الجمهورية اليمنية. تتبع جغرافيا لمحافظة تعز وإداريًا لمديرية المواسط. يبلغ تعداد سكانها 1318 نسمة حسب الإحصاء الذي أجري عام 2004.